# 임계 주파수
임계 주파수 (臨界周波數, Critical frequency)는 원거리 통신에서 다음과 같은 의미를 지니고 있다.
- 전리층으로 HF 라디오 주파수가 전달되는데, 해당 중요 임계 주파수 이하는 전리층(F 레이어) 에 의해서 반사가 되어 통신에 사용될 수 있고, 그 이상은 전리층을 투과하게 된다.
- 근거리 HF 라디오 통신 시스템(NVIS)의 경우에도 중요 임계 주파수이하에서는, 전리층(F 레이어) 에 의해서 반사가 되어 통신에 사용될 수 있고, 그 이상은 전리층을 투과하게 되는 형태를 갖게 된다.

본 주파수의 존재에 대해서는 이온전리층의 이온양의 한계치(용량) 때문이다. 즉 충분한 양의 자유전자가 존재할 때 그만큼 높은 주파수에서의 반사를 허용하게 된다. ( 많은 양의 자유전자, 즉 두터운 F 층의 경우 더욱 높은 주파수의 중요 임계주파수를 갖게 된다)
아침과 저녁의 중요 임계 주파수가 다른데, 그 이유는 이온전리층(F 레이어)이 밤에는 한개로 합쳐서 두터워지며, 낮에는 두개로 나뉘어서 F1 과 F2 로 나누어 지면서 이온전리층 D 레이어가 생성되는데 D 레이어는 주파수를 흡수하는 역할을 하게 된다.
- 장거리 HF 라디오 통신 시스템의 경우, 전리층에 의해서 비스듬하게 반사되는 전파에 의해서 통신이 되는데, 만약 HF 주파수가 임계 주파수 보다 클경우에는, 해당 전파가 전리층을 투과하게 된다.
- 임계 주파수의 경우 지속적으로 변경되게 되는데, 전리층 F 층의 경우 HF 통신의 주요 통신 수단이 되어 HF 전파를 지구로 다시 반사하여 통신에 사용될 수 있게 하는 역할을 한다.
- 전리층중에서 F 레이어의 아래층에 낮시간에 형성되는 D 레이어의 경우 오히려 전파를 흡수하는 역할을 하게 되며, 낮시간에는 F레이어가 둘로 나뉘어 F1 과 F2 로 형성된다.
- 전리층에 낮시간과 밤 시간이 서로 바뀌게 되는것에 따라서, 임계 주파수 이하의 주파수 중에서 낮시간에는 보통 높은 주파수 대역이, 밤시간에서는 낮은 주파수 대역이 효과적인 HF 통신망으로 활용이 가능하게 된다.
- 낮시간에 높은 주파수가 좀더 효율적인 이유는 낮 시간에는 D 레이어가 HF 전파를 흡수하는 역할을 하게 되는데, 높은 주파수가 D 레이어를 손실없이 투과한 후에 F레이어까지 도달하여 반사된 주파수가 통신에 사용될 수 있기 때문이다.

## 같이 보기
- 장파
- 전파의 전파
- 우주 기후